# Inny wiatr
Inny wiatr (tyt. oryg. The Other Wind) – powieść fantasy amerykańskiej pisarki Ursuli K. Le Guin, piąta powieść, a szósta część cyklu Ziemiomorze.
Wydana w 2001 r. przez wydawnictwo Harcourt Brace & Company, polskie tłumaczenie Pauliny Braiter-Ziemkiewicz ukazało się nakładem wydawnictwa Prószyński i S-ka w 2003 r.
Książka zdobyła nagrodę Nagrodę World Fantasy dla najlepszej powieści w 2002 r.

## Fabuła
Wędrowny czarodziej, Olcha, przybywa na Gont by zasięgnąć rady byłego arcymaga Geda. Żona Olchy zmarła niedawno, pozostawiając go w wielkim żalu. Więc kiedy przeniósł się we śnie do krainy zmarłych, przyzwał ją, a ona przyszła do niego. Teraz wszyscy zmarli chcą, tak jak żona Olchy, spróbować wrócić do życia, a broni im tego jedynie niski mur na granicy światów. Sam Olcha od tej pory prawie nie może sypiać - zawsze przenosi się do koszmaru suchej krainy. Mistrzowie Roke przysłali go tu, bo nikt inny nie wie tyle o tej krainie co Ged. Jednak stary człowiek nie może mu pomóc, wysyła go za to do swojej żony i córki, Tenar i Tehanu, które goszczą na Havnorze u króla Lebannena.
Król ma jednak i swoje kłopoty - ziemie dzikich Kargów mają pierwszego od wieków jedynowładcę, a ten chce połączyć obydwa rody i przysyła do Lebannena swoją córkę. Król przyjmuje ją godnie, ale z trudną do wytłumaczenia niechęcią. Większym problemem są jednak smoki, które ze swoich ziem na zachodzie przyleciały na pobliskie wyspy i starają się stamtąd wypłoszyć ludzi. Kiedy zjawiają się i na Havnorze, król postanawia działać. Jako mediatora zabiera ze sobą kobietę-smoka, Tehanu. Młoda kobieta rozmawia ze stworzeniami i wzywa na rozmowę z ludźmi przewodzącą im kobietę-smoka Irian (Ważka). Irian z Lebannenem zawierają rozejm i postanawiają wyruszyć na Roke, by odkryć tajemnice pragnień zmarłych ludzi i szaleństwa smoków.
Tymczasem łagodna Tenar dociera z wolna do tajemniczej księżniczki Kargów. Okazuje się, że w legendach tego ludu przechowała się historia o tym, że kiedyś ludzie i smoki byli jednym plemieniem, po czym część wybrała wolność, wieczne życie i odleciała na zachód, stając się smokami, a część wybrała dobrobyt i stała się ludźmi, a aby nie umierać na zawsze, stworzyła magię, która zatrzymuje dusze zmarłych w suchej krainie. Wszyscy podróżują razem statkiem na Roke, a po drodze lepiej się poznają i szukają wyjścia z sytuacji.
Na wyspie wraz z Mistrzami Roke odkrywają ostateczną prawdę, przechowaną w legendzie. W krainie zmarłych Olcha wraz z Tehanu burzą mur i uwalniają zmarłych, pozwalając im umrzeć naprawdę i odejść do krainy poza zachodem. Także Olcha wyrusza tam wraz z odnalezioną żoną. Tehanu nareszcie dociera do swej prawdziwej tożsamości i jako smok odlatuje razem z Irian. Tenar nie pozostaje nic innego, jak wrócić do swojego mężczyzny, Geda, na Gont. A król Lebannen i księżniczka Kargów są na najlepszej drodze do połączenia swych rodów węzłem małżeńskim.